# Albert Rocas i Comas
Albert Rocas i Comas (Palafrugell, 16 de juny de 1982) és un jugador d'handbol català del Naturhouse La Rioja de la Lliga ASOBAL.
Va començar a practicar aquest esport al Club Handbol Garbí de Palafrugell, per passar més tard a les categories inferiors del Club Balonmano Granollers. Va debutar a la Lliga ASOBAL amb el Club Balonmano Valladolid la temporada 2000 – 2001 a l'edat de 18 anys, equip amb el qual va aconseguir una Copa ASOBAL. La temporada 2003 – 2004 va fitxar pel Portland San Antonio de Pamplona, amb el qual va aconseguir una Lliga ASOBAL, una Recopa d'Europa i una Supercopa ASOBAL. Jugà a l'equip d'handbol del FC Barcelona des de la temporada 2007 – 2008 fins a la 2012 – 2013, moment en què va passar a jugar amb l'equip danès KIF Kolding Copenhague.
El seu debut amb la Selecció d'handbol d'Espanya, sota la direcció de Juan Carlos Pastor, es va produir al Campionat del món de Tunísia del 2005, en què va assolir el títol mundial per primera vegada. Posteriorment, va aconseguir la medalla de plata a al Campionat Europeu de Suïssa, l'any 2006. Va participar en els Jocs Olímpics d'Estiu de 2008 celebrats a Pequín, aconseguint la medalla de bronze.
Va rebre la Medalla d'Argent de Palafrugell al Mèrit Esportiu el 13 de setembre de 2008.
Juga com a extrem dret i destaca per la seva velocitat, la diversitat en el llançament i la fiabilitat des del punt de penal, entre altres qualitats. Aquestes l'han convertit en un dels millors extrems drets del món.

## Palmarès

### BM Valladolid
- 1 Copa ASOBAL: 2002-2003

### Portland San Antonio
- 1 Lliga ASOBAL: 2004-2005
- 1 Recopa d'Europa: 2003-2004
- 1 Supercopa ASOBAL: 2005-2006

### FC Barcelona
(Actualitzat el 30 de maig del 2012)
- 1 Lliga de Campions: 2010-2011
- 2 Lliga ASOBAL: 2010-2011, 2011-2012
- 2 Copa del Rei: 2008-2009, 2009-2010
- 2 Copa ASOBAL: 2009-2010, 2011-2012
- 2 Supercopes ASOBAL: 2008-2009, 2009-2010
- 4 Lligues dels Pirineus: 2007-2008, 2009-2010, 2010-2011, 2011-2012

### Amb la selecció espanyola
- Campió del món (Tunísia 2005)
- Campió Jocs del Mediterrani (Almeria 2005)
- Medalla de plata a l'Europeu de Suïssa (2006)
- Medalla de bronze en els Jocs Olímpics de (Beijing 2008)
- Medalla de bronze al campionat del món (Suècia 2011)
- Campió del món (Espanya 2013)

### Distincions individuals
- Medalla de bronze de la Real Orden al Mérito Deportivo 2009
- Inclòs en el 7 ideal dels Jocs Olímpics de Beijing 2008